# Ахмедов, Тинав
Тинав Ахмедов (род. 31 марта 1971) — советский и российский дзюдоист, призёр чемпионата России, участник чемпионата Европы. 

## Спортивная карьера
В 1992 году на чемпионате России в Балаково стал бронзовым призёром. В феврале 1993 года на международном турнире в Москва стал бронзовым призёром, а в Линце победителем. В феврале 1994 года победил на турнире в Австрии. В мае 1994 года стал пятым на чемпионате Европы. В сентября 1994 года в Париже стал бронзовым призёром командного чемпионата мира.

## Спортивные результаты
- Чемпионат России по дзюдо 1992 — ;
- Чемпионат Европы по дзюдо 1994 — 5.